# Matthew John O’Dowd
Matthew John O’Dowd (* 5. Januar 1973 in Australien) ist ein australischer Astrophysiker, Hochschullehrer und YouTuber. Er ist Associate Professor für Physik und Astronomie am Lehman College an der City University of New York. Er ist überdies Autor und Moderator von PBS Space Time auf dem YouTube-Kanal von PBS. Er ist häufiger Gast bei  Science Goes to the Movies auf CUNY TV und bei StarTalk radio mit Neil deGrasse Tyson.

## Ausbildung
O’Dowd studierte von 1992 bis 1994 Physik an der Universität Melbourne. Er schloss sein Studium 1995 mit dem Bachelor ab. Von 1996 bis 2003 setzte er sein Studium auf den Gebieten Astronomie und Astrophysik am Space Telescope Science Institute und an der Universität Melbourne fort. Er promovierte 2003 mit einer Arbeit zum Thema The Host Galaxies of Radio-Loud AGN bei C. Megan Urry und Rachel Webster.

## Karriere
O’Dowd untersucht Schwarze Löcher und Quasare mittels des Gravitationslinseneffekts. Er verwendet hierzu das Hubble Space Telescope und beobachtet damit entfernte Quasare, welche sich in den Nachbargalaxien der Milchstraße befinden. Diese Galaxien agieren wie zusätzliche Linsen, die dem Teleskop erlauben, Schwarze Löcher deutlich besser zu beobachten, als dies sonst möglich wäre.
O’Dowd ist außerordentlicher Professor am Physics and Astronomy Department der City University of New York. Er ist wissenschaftlicher Mitarbeiter des  American Museum of Natural History. Seit 2015 ist er Autor und Moderator von PBS Space Time, einem YouTube-Kanal von PBS Digital Studios. O’Dowd ist außerdem Team-Mitglied des Black Rock Observatory, eines mobilen Observatoriums, das beim Burning-Man-Festival 2012 vorgestellt wurde.